# Hermetia illucens

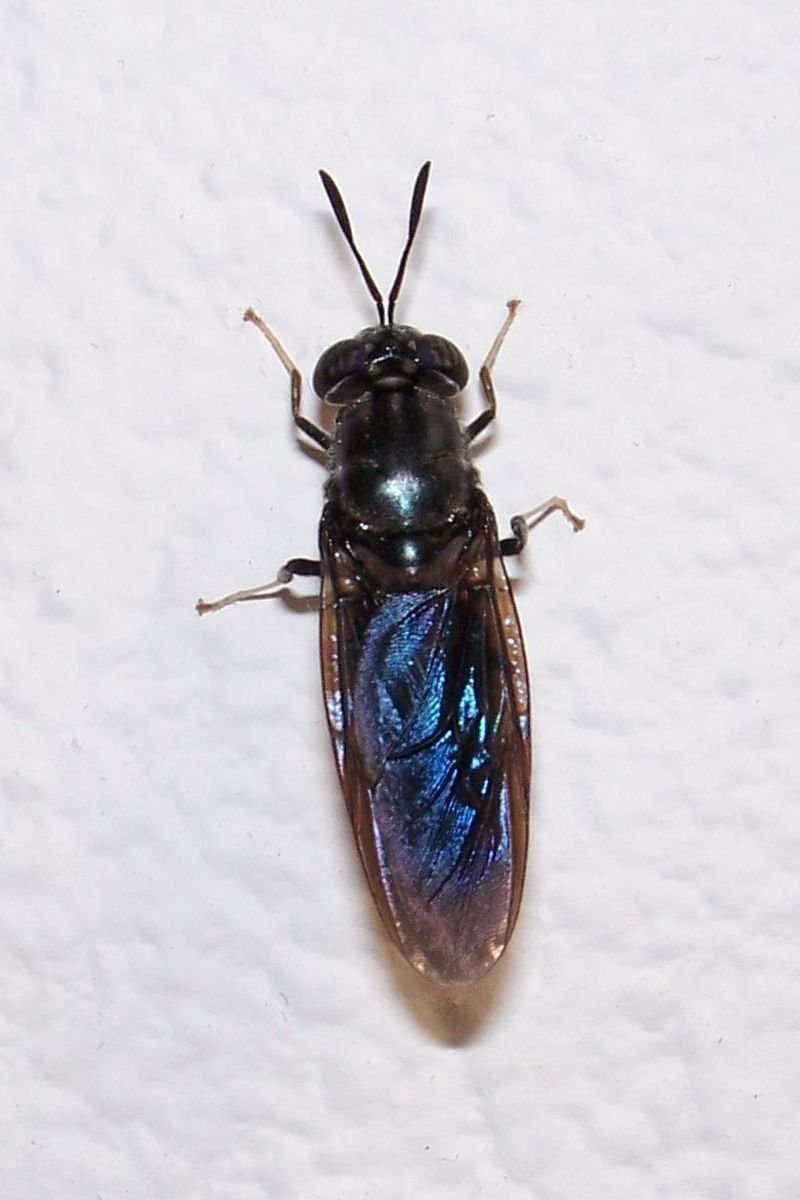
Hermetia illucens

A mosca-soldado-negro  (Hermetia illucens) é uma espécie de díptero braquícero da família Stratiomyidae originária da América do Norte, que medra em zonas temperadas, subtropicais e quentes da América do Norte, sendo que, presentemente, também se encontra amplamente distribuída pelo continente europeu, com maior incidência no Sul, ocupando territórios na Península Ibérica, no Sul de França, em Itália, em Malta, na Croácia e mesmo na Suíça.
Também tem vindo a marcar presença em África, na Ásia, particularmente na Índia, e nalgumas ilhas do Pacífico.

## Caracterização
A mosca-soldado-negro, quando chega ao estado adulto, apresenta uma coloração preta com reflexos metálicos, que alternam entre matizes azuis e verdes. Enquanto díptero, conta com duas asas membranosas, que ziziam ao voar, possuindo, ainda, duas janelas transparentes no abdómen, para as resguardar.
Tem uma cabeça larga, com olhos grandes e antenas compridas, compostas por 3 segmentos, quando chegam a adultas. As extremidades das pernas apresentam uma coloração esbranquiçada. Não vem munida de ferrão na ponta do abdómen, pelo que não é uma espécie perigosa. Podem orçar entre os quinze e os 25 milímetros de comprimento.

## Reprodução
Esta espécie reproduz-se 3 vezes ao ano, entre os meses de Abril e Novembro. Põe os ovos durante o dia, nos dois dias seguintes à fertilização. Cada fêmea deposita uma média de quinhentos ovos, cada um dos quais de cor amarelada e um milímetro de comprimento. Ao fim de 1 semana, estes ovos eclodem.

## Larvas
As larvas, de cor alvadia, chegam até aos vinte e sete milímetros de comprimento e seis milímetros de largura, pesando por torno de 220 miligramas, já no último estágio larval. Caracterizam-se pela cabeça e boca salientes.
As larvas alimentam-se diariamente, podendo consumir entre 25 a 500 miligramas de matéria orgânica fresca, como estrume, restos de comida ou vegetais em estado de putrefacção, a qual convertem em proteínas e lípidos de elevada qualidade. Contanto se verifiquem temperaturas entre os 29 e os 31 graus celsius e humidades relativas na ordem dos 50 a 70%, encontram-se reunidas as condições ideais para que as larvas da mosca-soldado-negro atinjam a maturidade no espaço de dois meses. 
Já no final do estádio larvar, antes de se transformar em pupa, a larva esvazia o trato digestivo e deixa de se alimentar e de se mover. Só depois de se transformar em pupa, é que o exoesqueleto escurece. 

### Valor nutricional
A larva da mosca-soldado-negro dispõe um teor proteico na ordem dos 35-46% e um perfil de aminoácidos essenciais semelhante à farinha de peixe . Por outro lado, o conteúdo lipídico alterna entre os 15 e os 49%, sendo que a variação depende exclusivamente da dieta das larvas. 
Esta percentagem lipídica, pode, em todo o caso, ser cerceada até aos até 9%, por meio de processos de desengorduramento, o que, por arrasto, resultará num correspondente aumento do teor proteico de 35% para 60%.  De igual modo, os níveis de ácidos gordos destas larvas espelham o perfil de ácidos gordos da sua dieta, o que significa que é possível manipulá-los. Por exemplo, o teor em ácidos gordos n-3 da mosca-soldado-negro é cerca de 0,2% quando alimentada com estrume de vaca, porém, essa percentagem sobe para os 3%, se a larva for alimentada com 50% de estrume de vaca e 50% de desperdícios de peixe.

## Usos
Esta espécie é usada, geralmente, para controlo de pragas e na bioconversão de lixo orgânico. As larvas também podem ser utilizadas para o consumo animal, uma vez convertidas em farinhas, farelos e outras rações, que por seu turno são usadas no âmbito da aquacultura. Das pupas, uma vez processadas e prensadas, pode extrair-se gordura, com que se faz biodiesel.

### Na aquacultura
A farinha de mosca-soldado-negro tem sido sopesada como ingrediente-base para rações de peixes de aquacultura, vocacionada mormente para espécies de água doce. Dessarte, a substituição de farinha de peixe por farinha de mosca-soldado-negro foi testada em culturas de peixe-gato amarelo (Pylodictis olivaris), de truta arco-íris e de carpas-comuns. Desses testes, concluiu-se que a farinha de mosca-soldado-negro pode ser usada como um substituto das farinhas e rações de peixe, sem que haja prejuízo para o crescimento ou a digestibilidade das já mencionadas espécies de peixe e mesmo para outras espécies de aquacultura, como o robalo europeu, o robalo japonês (Lateolabrax japonicus) e o salmão-do-atlântico (Salmo salar) . 
No entanto, o mesmo já não sucedeu nos testes com douradas, em que se verificaram prejuizos de crescimento e de digestibilidade (Kroeckel et al., 2012). Desta feita, conclui-se que há diferenças significativas diferenças entre as espécies quanto ao potencial uso de farinha de mosca-soldado-negro como substituto da farinha de peixe convencional.